# 多佛 (密蘇里州劉易斯縣)
多佛（英語：Dover）是位於美國密蘇里州劉易斯縣的非建制地區。

## 地理
多佛所處的海拔為高於海平面190米（即623英呎），而該地所採用的時區為UTC-6，即北美中部時區（CST）。同時該地設有夏令時間，為UTC-6調快一小時，即UTC-5（CDT）。